# Вісник Червоного Хреста України
Ві́сник Черво́ного Хреста́ Украї́ни — друкований орган Товариства Червоного Хреста України. Перший номер вийшов у світ у 1997 року.
Шеф-редактор — Президент Національного Товариства Червоного Хреста І. Г. Усіченко. Редакційна рада: Л. Мазур, С. Погуляйло, А. Хабарова. Часопис виходить за сприяння Регіональної делегації Міжнародного Комітету Червоного Хреста в Україні, Білорусі та Молдові.
Виходив друком до 2020 року.